# Mantingan (Mantingan)
Mantingan is een bestuurslaag in het regentschap Ngawi van de provincie Oost-Java, Indonesië. Mantingan telt 6648 inwoners (volkstelling 2010).